# Pectocarya heterocarpa
Pectocarya heterocarpa là loài thực vật có hoa trong họ Mồ hôi. Loài này được (I.M. Johnst.) I.M. Johnst. mô tả khoa học đầu tiên năm 1939.